# Tour der schottischen Rugby-Union-Nationalmannschaft nach Ozeanien 1998
| Tour der Schotten nach Ozeanien 1998 | Tour der Schotten nach Ozeanien 1998 | Tour der Schotten nach Ozeanien 1998 | Tour der Schotten nach Ozeanien 1998 | Tour der Schotten nach Ozeanien 1998 |
| Übersicht                            | S                                    | G                                    | U                                    | N                                    |
| ------------------------------------ | ------------------------------------ | ------------------------------------ | ------------------------------------ | ------------------------------------ |
| Test Matches                         | 3                                    | 0                                    | 0                                    | 3                                    |
| Sonstige Spiele                      | 5                                    | 3                                    | 0                                    | 2                                    |
| Gesamt                               | 8                                    | 3                                    | 0                                    | 5                                    |
|                                      |                                      |                                      |                                      |                                      |
| Australien                           | 2                                    | 0                                    | 0                                    | 2                                    |
| Fidschi                              | 1                                    | 0                                    | 0                                    | 1                                    |

Die Tour der schottischen Rugby-Union-Nationalmannschaft nach Ozeanien 1998 umfasste eine Reihe von Freundschaftsspielen der schottischen Rugby-Union-Nationalmannschaft. Sie reiste im Mai und Juni 1998 durch Australien und Fidschi, wobei sie während dieser Zeit acht Spiele bestritt. Darunter waren zwei Test Matches gegen die australische und ein weiteres Test Match gegen die fidschianische Nationalmannschaft, die alle mit Niederlagen endeten. Für Fidschi war es der erste Sieg gegen eines der Five Nations. Hinzu kamen fünf weitere Spiele gegen regionale Auswahlteams, bei denen drei Siege und zwei Niederlagen resultierten.

## Spielplan
- Hintergrundfarbe grün = Sieg
- Hintergrundfarbe rot = Niederlage

(Test Matches sind grau unterlegt; Ergebnisse aus der Sicht Schottlands)
| # | Datum         | Gegner                   | Ort       | Stadion                 | Ergebnis |
| - | ------------- | ------------------------ | --------- | ----------------------- | -------- |
| 1 | 26. Mai 1998  | Fidschi                  | Suva      | National Stadium        | 26:51    |
| 2 | 31. Mai 1998  | Victorian Rugby Union    | Melbourne | Olympic Park Stadium    | 43:12    |
| 3 | 04. Juni 1998 | New South Wales Waratahs | Sydney    | Stadium Australia       | 34:10    |
| 4 | 06. Juni 1998 | New South Wales Country  | Bathurst  | Carrington Park         | 34:13    |
| 5 | 09. Juni 1998 | Southland Rugby Union    | Penrith   | Penrith Stadium         | 34:39    |
| 6 | 13. Juni 1998 | Australien               | Sydney    | Sydney Football Stadium | 3:45     |
| 7 | 16. Juni 1998 | Queensland Reds          | Brisbane  | Ballymore Stadium       | 22:27    |
| 8 | 20. Juni 1998 | Australien               | Brisbane  | Ballymore Stadium       | 11:33    |

## Test Matches
| 26. Mai 1998 | Fidschi | 51 : 26         | Schottland                                                         | National Stadium, Suva Zuschauer: 20.000 Schiedsrichter: Paul Honiss (Neuseeland) |
| 26. Mai 1998 | Versuche: Lasagavibau (3) Naevo Tuilevu Veitayaki Waqabitu Erhöhungen: N. Little Serevi (4) Straftritte: N. Little Serevi | (13:12) Bericht | Versuche: Bulloch Gilmour Erhöhungen: Lee (2) Straftritte: Lee (4) | National Stadium, Suva Zuschauer: 20.000 Schiedsrichter: Paul Honiss (Neuseeland) |

Aufstellungen:
- Fidschi: Emori Katalau, Fero Lasagavibau, Lawrence Little, Nicky Little, Alfie Mocelutu, Apenisa Naevo, Sami Rabaka, Simon Raiwalui, Isaia Rasila, Sale Sorovaki , Mosese Taga, Meli Tamanitoakula, Aisea Tuilevu, Joeli Veitayaki, Jone Waqabitu 
 Manasa Bari, Eminoni Batimala, Sikeli Nasau, Jacob Rauluni, Samu Saumaisue, Waisale Serevi, Ifereimi Tawake
- Schottland: Gordon Bulloch, Hugh Gilmour, Stuart Grimes, Ian Jardine, Derrick Lee, Shaun Longstaff, Gordon McIlwham, Cameron Murray, Scott Murray, Eric Peters, Matthew Proudfoot, Bryan Redpath, Adam Roxburgh, Gregor Townsend, Rob Wainwright  
 Auswechselspieler: Stewart Campbell, Rowen Shepherd, Matthew Stewart

| 13. Juni 1998 | Australien                                                                   | 45 : 3         | Schottland       | Sydney Football Stadium Zuschauer: 36.263 Schiedsrichter: André Watson (Südafrika) |
| 13. Juni 1998 | Versuche: Horan Tune (2) Wilson Erhöhungen: Burke (4) Straftritte: Burke (4) | (13:3) Bericht | Straftritte: Lee | Sydney Football Stadium Zuschauer: 36.263 Schiedsrichter: André Watson (Südafrika) |

Aufstellungen:
- Australien: Andrew Blades, Tom Bowman, Matt Burke, Matt Cockbain, John Eales , George Gregan, Richard Harry, Dan Herbert, Tim Horan, Phil Kearns, Toutai Kefu, Stephen Larkham, Joe Roff, Ben Tune, David Wilson 
 Auswechselspieler: Dan Crowley, Owen Finegan, Willie Ofahengaue, Jeremy Paul
- Schottland: Gordon Bulloch, Stuart Grimes, Dave Hilton, Derrick Lee, Shaun Longstaff, Glenn Metcalfe, Cameron Murray, Scott Murray, Eric Peters, Matthew Proudfoot, Bryan Redpath, Rowen Shepherd, Gordon Simpson, Gregor Townsend, Rob Wainwright  
 Auswechselspieler: Kevin McKenzie, Adam Roxburgh

| 20. Juni 1998 | Australien                                                                          | 33 : 11        | Schottland                       | Ballymore Stadium, Brisbane Zuschauer: 24.136 Schiedsrichter: Brian Campsall (England) |
| 20. Juni 1998 | Versuche: Grey Larkham Ofahengaue Tune Erhöhungen: Burke (2) Straftritte: Burke (3) | (13:6) Bericht | Versuche: Hodge Straftritte: Lee | Ballymore Stadium, Brisbane Zuschauer: 24.136 Schiedsrichter: Brian Campsall (England) |

Aufstellungen:
- Australien: Andrew Blades, Tom Bowman, Matt Burke, Matt Cockbain, John Eales , George Gregan, Richard Harry, Dan Herbert, Tim Horan, Phil Kearns, Toutai Kefu, Stephen Larkham, Joe Roff, Ben Tune, David Wilson 
 Auswechselspieler: Dan Crowley, Owen Finegan, Nathan Grey, Jason Little, Willie Ofahengaue
- Schottland: Stuart Grimes, Dave Hilton, Derrick Lee, Shaun Longstaff, Kevin McKenzie, Glenn Metcalfe, Cameron Murray, Scott Murray, Eric Peters, Matthew Proudfoot, Bryan Redpath, Rowen Shepherd, Gordon Simpson, Gregor Townsend, Rob Wainwright  
 Auswechselspieler: Stewart Campbell, Duncan Hodge, Craig Joiner, Gordon McIlwham, Adam Roxburgh